# Тетрахлороиодат(III) водорода
Тетрахлороиодат(III) водорода — неорганическое соединение,
полигалогенид водорода с формулой HICl4,
оранжевые кристаллы,
неустойчивые на воздухе,
образует кристаллогидрат.

## Получение
- Растворение трихлорида иода в концентрированной соляной кислоте:

{\displaystyle {\mathsf {ICl_{3}+HCl+4H_{2}O\ {\xrightarrow {}}\ HICl_{4}\cdot 4H_{2}O\downarrow }}}
- Пропускание хлора через раствор иода в концентрированной соляной кислоте:

{\displaystyle {\mathsf {I_{2}+3Cl_{2}+2HCl+8H_{2}O\ {\xrightarrow {}}\ 2HICl_{4}\cdot 4H_{2}O\downarrow }}}

## Физические свойства
Тетрахлороиодат(III) водорода образует кристаллогидрат — оранжевые кристаллы, неустойчивые на воздухе, плавящиеся в собственной кристаллизационной воде при 19°С.
Разъедает кожу, бумагу и др.